# Puymaurin
 Puymaurin  là một xã thuộc tỉnh Haute-Garonne trong vùng Occitanie tây nam nước Pháp. Xã này nằm ở khu vực có độ cao trung bình 290 mét trên mực nước biển.
Sông Gesse chảy theo hướng đông bắc qua thị trấn.